# Джаар, Николас
Николас Джаар (Nicolás Jaar) — чилийско-американский электронный музыкант. Он также является основателем собственного рекорд-лейбла Clown & Sunset и в настоящее время изучает сравнительное литературоведение в Брауновском университете.

## Биография
Сын Альфредо Джаара и Эвелин Мейнард, Николас родился в Нью-Йорке 10 января 1990 года. Когда ему было два года, семья переехала на родину отца в Чили, где прошло почти все детство будущего музыканта, но через девять лет возвратилась обратно в США.
Джаар занялся музыкой в 2004 году и издал первый мини-альбом на лейбле Wolf + Lamb Music в возрасте 17 лет. Его дебютный альбом Space Is Only Noise получил положительную оценку на сайте Pitchfork Media, возглавил список лучших пластинок 2011 года по версии Resident Advisor и Mixmag и занял второе место в аналогичном рейтинге DJ Mag и 20-е — по мнению редакции Pitchfork.
По словам Джаара, на него повлияла музыка Эрика Сати и Рикардо Виллалобоса; подростком он увлекался трип-хопом; слушал также эфиопский джаз, пластинки, изданные лейблом Stones Throw, и позднее New Order.

## Дискография
| - Space Is Only Noise (2011) - Psychic (2013) - Pomegranates (2015) - Sirens (2016) - 2012 - 2017 (2018) - 2017 - 2019 (2020) - The Student (2008) - Russian Dolls (2010) - Marks & Angles (2010) - A Time For Us / Mi Mujer (2010) - Love You Gotta Lose Again (2010) - Nico’s Bluewave Edits (2011) - Don’t Break my Love (2011) | - No Regular Play — «Owe Me» (2009) - The Bees — «Winter Rose» (2010) - Azari & III — «Into The Night» (2010) - Ellen Allien — «Flashy Flashy» (2010) - Kasper Bjørke — «Heaven» (2010) - Wendy Rene — «After Laughter Comes Tears» (2010) - Matthew Dear — «You Put a Smell On Me» (2010) - Sneaky Sound System — «Big» (2011) - Strech — «Why Did Ya Do It» (2011) |